# Espace Détente
 (mai 2018).
Si vous disposez d'ouvrages ou d'articles de référence ou si vous connaissez des sites web de qualité traitant du thème abordé ici, merci de compléter l'article en donnant les références utiles à sa vérifiabilité et en les liant à la section « Notes et références ».
Série Caméra Café
(2001)
Le Séminaire
(2009)
Pour plus de détails, voir Fiche technique et Distribution.
Espace Détente est un film français réalisé par Bruno Solo et Yvan Le Bolloc'h, sorti en 2005.
Adapté de la série télévisée Caméra Café diffusée sur M6, une suite de ce film est sortie en 2009 avec Le Séminaire.

## Synopsis
En France, dans le département reculé de « La Veule » (département fictif no 96), une moyenne entreprise, la G.E.S. (Geugène Electro Stim) survit grâce à la fabrication et la vente d'un appareil de stimulation électrique nommé C14, un ancien modèle mais bon marché.
La perspective d'un nouveau produit va jeter les dirigeants de l'entreprise dans des actions aussi cyniques que pathétiques.

## Fiche technique
- Titre : Espace Détente
- Réalisation : Bruno Solo et Yvan Le Bolloc'h
- Scénario : Alain Kappauf, Bruno Solo et Yvan Le Bolloc'h
- Décors : Nikos Meletopoulos
- Costumes : Pauline Siboni
- Photographie : Philippe Guilbert
- Son : Kamal Ouazene, François Fayard, Eric Tisserand et Williams Schmit
- Montage : Nicole Saunier
- Musique : Pascal Comelade
- Production : Jean-Yves Robin, Alain Mamou-Mani , Michel Propper, Bruno Solo et Yvan Le Bolloc'h
- Distribution : ARP
- Pays d'origine :  France
- Budget : 10,72 millions d'euros
- Format : couleur - 35 mm - 1,85:1 - Dolby Digital
- Genre : comédie
- Durée : 102 minutes
- Dates de sortie : 
  - Belgique / France : 2 février 2005
- Box office France : 1 749 990 entrées au 9 mars 2025[1]

## Distribution
Personnages présents dans la série Caméra Café :
- Bruno Solo : Hervé Dumont
- Yvan Le Bolloc'h : Jean-Claude Convenant
- Sylvie Loeillet : Carole Dussier-Belmont
- Gérard Chaillou : Jean-Guy Lecointre
- Shirley Bousquet : Nancy Langeais
- Alexandre Pesle : Sylvain Muller
- Armelle : Maéva Capucin
- Alain Bouzigues : Philippe Gatin
- Jeanne Savary : Jeanne Bignon
- Valérie Decobert : Frédérique Castelli
- Marc Andreoni : Serge Touati
- Philippe Cura : André Markovicz
- Noémie Elbaz : Julie « Juju » Hassan
- Karim Adda : Vincent « Vince » Schneider
- Sophie Renoir : Eva Kovalsky
- Chantal Neuwirth : Annie Lepoutre
- Tom Novembre : Stanislas Priziwielski (crédité « Priviliewsky »)

Personnages originaux créés pour le film :
- Thierry Frémont : Arnaud Roussel / François Conrad / Crésus
- Bernard Alane : le président
- Pascale Arbillot : Véronique Convenant, la femme de Jean-Claude
- Jean-François Gallotte : Paulo
- Jean-Michel Gratecap : P'tite tête
- Roland Marchisio : Bertrand Crépon / Gilbert Crépon
- Michel Scotto di Carlo : Jipé
- Marie Vincent : Ghislaine Lefemur
- Emilie Meunier : Latoya Convenant, la fille de Jean-Claude
- Arthur Redler : Kévin Convenant, le fils de Jean-Claude
- Charles Templon : Jason Convenant, le fils de Jean-Claude
- Rachel Darmon : la serveuse du Buffalo Grill
- Olivier Doran : le journaliste pour Télé-Chimoux
- Ahmed el Kouraichi : l'arbitre

## Accueil

### Box-office
| Titre          | Année | Réalisateurs                   | Entrées                            |
| -------------- | ----- | ------------------------------ | ---------------------------------- |
| Espace Détente | 2005  | Bruno Solo et Yvan Le Bolloc'h | 1 777 129 entrées[réf. nécessaire] |
| Le Séminaire   | 2009  | Charles Némès                  | 478 855 entrées[réf. nécessaire]   |

## Autour du film
L'acteur Dieudonné avait été prévu dans un premier temps pour le rôle d'Arnaud Roussel mais, à la suite de la polémique qui a suivi le sketch de Dieudonné à la télévision, Bruno Solo aurait renoncé à l'engager.